# Andrew Hinds
Andrew Hinds (ur. 25 kwietnia 1984) – barbadoski lekkoatleta, sprinter, medalista mistrzostw Ameryki Środkowej i Karaibów, igrzysk Ameryki Środkowej i Karaibów oraz młodzieżowych mistrzostw NACAC, wielokrotny medalista mistrzostw Barbadosu. Bez powodzenia startował zarówno na igrzyskach olimpijskich, jak i na mistrzostwach świata.

## Osiągnięcia
| Rok  | Zawody                                   | Miasto              | Pozycja     | Konkurencja             | Wynik (s) |
| ---- | ---------------------------------------- | ------------------- | ----------- | ----------------------- | --------- |
| 2004 | Młodzieżowe mistrzostwa NACAC            | Sherbrooke          | 2. miejsce  | sztafeta 4 × 100 metrów | 39,83     |
| 2006 | Igrzyska Ameryki Środkowej i Karaibów    | Cartagena de Indias | 3. miejsce  | bieg na 200 metrów      | 20,83     |
| 2008 | Igrzyska olimpijskie                     | Pekin               | ćwierćfinał | bieg na 100 metrów      | 10,25     |
| 2009 | Mistrzostwa Ameryki Środkowej i Karaibów | Hawana              | 3. miejsce  | bieg na 100 metrów      | 10,12     |
| 2009 | Mistrzostwa świata                       | Berlin              | ćwierćfinał | bieg na 100 metrów      | 10,23     |
| 2009 | Mistrzostwa świata                       | Berlin              | eliminacje  | bieg na 200 metrów      | 22,60     |
| 2011 | Mistrzostwa świata                       | Daegu               | półfinał    | bieg na 100 metrów      | 10,32     |
| 2013 | Mistrzostwa Ameryki Środkowej i Karaibów | Morelia             | 2. miejsce  | bieg na 100 metrów      | 10,19     |
| 2013 | Mistrzostwa Ameryki Środkowej i Karaibów | Morelia             | 4. miejsce  | sztafeta 4 × 100 metrów | 39,56     |
| 2013 | Mistrzostwa świata                       | Moskwa              | eliminacje  | bieg na 100 metrów      | 10,38     |
| 2013 | Mistrzostwa świata                       | Moskwa              | eliminacje  | sztafeta 4 × 100 metrów | 38,94     |

## Rekordy życiowe
| Dystans | Wynik | Miejsce    | Data            |
| ------- | ----- | ---------- | --------------- |
| 100m    | 10,03 | Bridgetown | 20 czerwca 2009 |
| 200m    | 20,38 | Bridgetown | 21 czerwca 2009 |